# Thomas Neal
Pour l'acteur américain, voir Tom Neal.
Thomas Neal (né le 17 août 1987 à Inglewood, Californie, États-Unis) est un voltigeur des Ligues majeures de baseball évoluant avec les Indians de Cleveland.

## Carrière
Thomas Neal est drafté en 36e ronde par les Giants de San Francisco en 2005.
Le 31 juillet 2011, alors qu'il évolue toujours dans les ligues mineures, Neal est échangé aux Indians de Cleveland en retour du joueur d'arrêt-court Orlando Cabrera.
Thomas Neal fait ses débuts dans le baseball majeur avec Cleveland le 2 septembre 2012. Il réussit son premier coup sûr le même jour aux dépens du lanceur Mark Lowe des Rangers du Texas.